# Christopher Mitchum
Christopher "Chris" Mitchum (Santa Barbara, 16 de outubro de 1943) é um ator, escritor e empresário dos Estados Unidos. Nasceu em Los Angeles, Califórnia, o segundo filho da estrela de cinema Robert Mitchum e Dorothy Mitchum. Ele também é o irmão mais novo do ator James Mitchum.